# La Alameda de Gardón
La Alameda de Gardón ist eine kleine nordspanische Gemeinde (municipio) in der Provinz Salamanca in der Autonomen Gemeinschaft Kastilien-León. Seit der zweiten Hälfte des 20. Jahrhunderts hat sie wie viele Gemeinden der Region einen starken Bevölkerungsrückgang erlebt. Nachdem im Jahr 1950 noch 787 Einwohner in ihr lebten, hatte sie im Jahr 2024 nur noch 74 Einwohner. Die Gemeinde erstreckt sich über eine Fläche von 32,27 Quadratkilometern und liegt auf einer Höhe von 714 Metern. 

## Bevölkerungsentwicklung
| Jahr      | 1900 | 1950 | 1960 | 1970 | 1981 | 1991 | 2000 | 2018 |
| Einwohner | 952  | 787  | 685  | 546  | 328  | 163  | 143  | 76   |